# 政权更替
政权更替（英語：regime change）指一个政权取代一個现存政权。此名詞的使用最早可以追溯至1925年。
政权更替的原因包括外国力量軍事管制及佔領、革命、政变以及国家失败后的重新組織。政权更替可能在部分地或者完全地替换现存的国家机构、行政机构、官僚体系及其他的成分。